# Aozi
Aozi ist eine kleine Oase im Norden des Tschad im besonders entlegenen Osten des Tibesti-Gebirges in der Provinz Tibesti. Aozi liegt südlich des über 3000 m hohen Tarso Emizou. Eine Pistenstraße führt nach Osten in die rund 40 Kilometer entfernte Ouri-Ebene und weiter Richtung Nordosten nach Libyen. Nach Südwesten führt diese Piste über den 1771 m hohen Tschebedo-Pass (Col de Chebedo) zum knapp 100 Kilometer entfernten Ort Goumeur. Die nächstgelegene Siedlung ist die Oase Ūzī 8 Kilometer nordöstlich von Aozi.
Aozi ist nicht zu verwechseln mit der deutlich größeren Oase Aouzou rund 200 km nordwestlich.

## Weblinks

Das Tibesti-Gebirge mit der Oase Aozi